# (12811) Rigonistern
(12811) Rigonistern est un astéroïde de la ceinture principale.

## Description
(12811) Rigonistern est un astéroïde de la ceinture principale. Il fut découvert le 14 février 1996 à Cima Ekar par Ulisse Munari et Maura Tombelli. Il présente une orbite caractérisée par un demi-grand axe de 2,26 UA, une excentricité de 0,15 et une inclinaison de 9,4° par rapport à l'écliptique.
Son nom lui a été donné en hommage à l'écrivain italien Mario Rigoni Stern.

## Compléments